# Lifestyles of the Broke and Obscure
Lifestyles of the Broke and Obscure – pierwsza kompilacja brytyjskiej grupy heavymetalowej Wolfsbane wydana w 2001 roku.

## Lista utworów
Dysk 1: Wolfsbane
1. „Wings” - 4.21
2. „Lifestyles of the Broke and Obscure” - 3.47
3. „My Face” - 3.26
4. „Money Talks” - 4.25
5. „Seen How It's Done” - 4.36
6. „Beautiful Lies” - 3.36
7. „Protect and Survive” - 3.24
8. „Black Machine” - 3.13
9. „Violence” - 3.41
10. „Die Again” - 13.23 (zawiera „ukryty” utwór „Say Goodbye”)

Dysk 2: Massive Noise Injection
1. „Protect and Survive” - 3:47
2. „Load Me Down” - 3:02
3. „Black Lagoon” - 4:54
4. „Rope and Ride” - 4:08
5. „Kathy Wilson” - 4:21
6. „Loco” - 3:33
7. „End of the Century” - 4:10
8. „Steel” - 4:56
9. „Temple of Rock” - 5:37
10. „Manhunt” - 3:56
11. „Money to Burn” - 6:56
12. „Paint the Town Red” - 3:48
13. „Wild Thing” - 5:31

## Muzycy
- Blaze Bayley – wokale prowadzące
- Jason Edwards – gitara
- Jeff Hately – gitara basowa
- Steve Ellet – perkusja